# Morestel
Morestel é uma comuna francesa na região administrativa de Auvérnia-Ródano-Alpes, no departamento de Isère. Estende-se por uma área de 8,03 km². Em 2010 a comuna tinha 4 570 habitantes (densidade: 569,1 hab./km²).

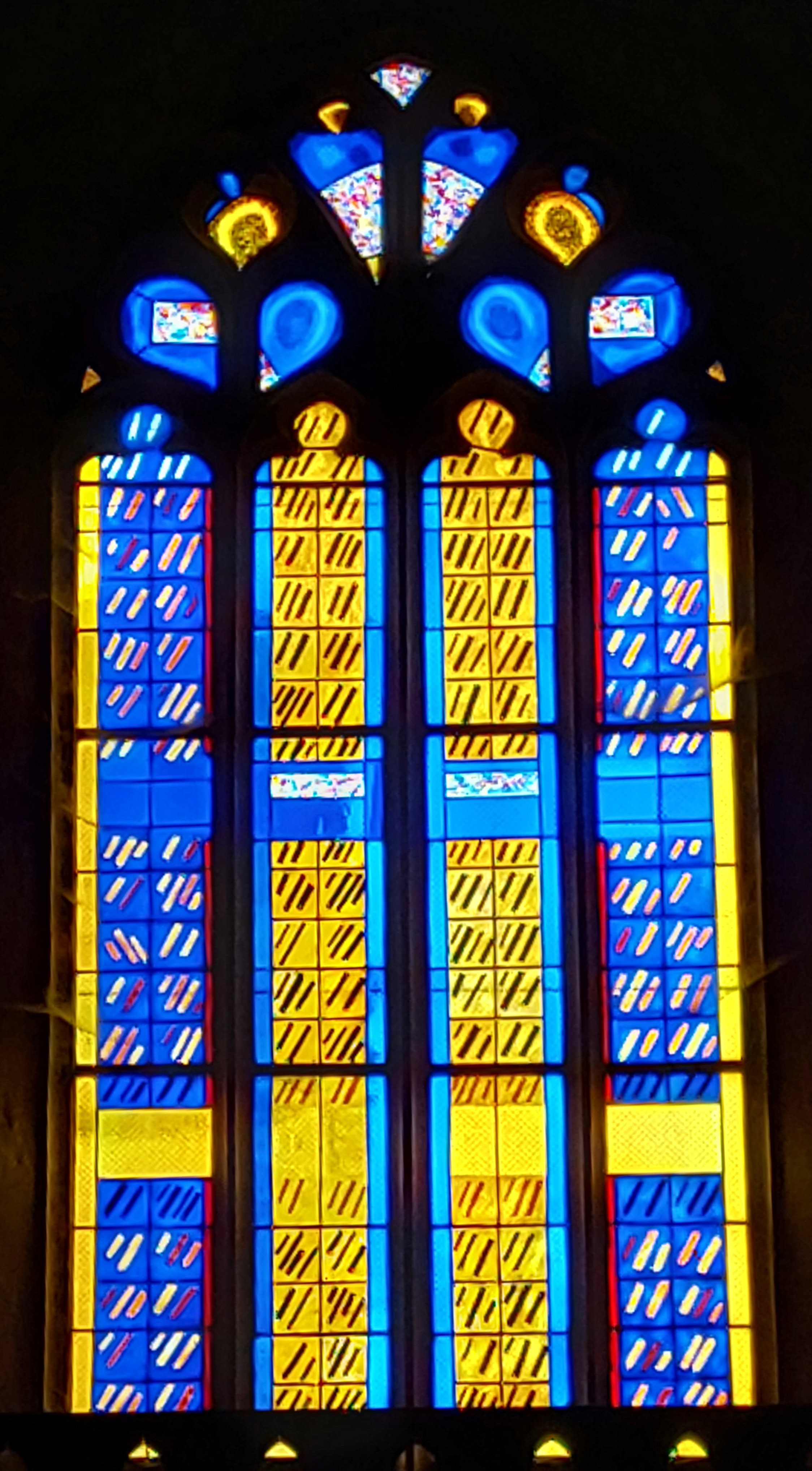
O vitral da igreja parquial de são Sinforiano di Autun.